# Nicola di Lynn
Nicola di Lynn, anche noto con il nome latinizzato di Nicolas de Linna (King's Lynn, probabilmente dopo il 1330 – dopo il 1386), è stato un astronomo inglese.

## Biografia
A quanto pare Nicola nacque nel Norfolk (Regno Unito), nella città portuale di King's Lynn (all'epoca «Bishop's Lynn»), probabilmente intorno al 1330, anche se alcuni dettagli confermati della sua carriera suggeriscono come più probabile una data più vicina al 1360. Secondo uno storico della letteratura degli inizi del XVI secolo, John Bale, divenne un frate carmelitano e si trasferì nella città universitaria di Oxford, dove si guadagnò una grande reputazione per il suo lavoro scientifico. Nel 1386, su richiesta del potente signore Giovanni Plantageneto, I duca di Lancaster, pubblicò un Kalendarium di dettagliate tabelle astronomiche per gli anni 1387-1462. Di quest'opera sono giunti fino a noi sedici manoscritti e un'edizione stampata. Progettate per essere utilizzate nella scienza basata sull'astrologia tipica dell'epoca, le tabelle erano molto sofisticate, e comprendevano perfino regole per sincronizzare le cure mediche con i cicli astronomici, come le corrette fasi lunari per praticare salassi. Geoffrey Chaucer, suo contemporaneo, apprezzò molto il lavoro di Nicola e ne parlò bene nelle sue opere. Nicola era anche presumibilmente un musicista eccellente. Negli ultimi anni della sua vita si trasferì a Cambridge, dove venne promosso a suddiacono nel 1410 e a diacono nel 1411. La data della sua morte è sconosciuta.

## Fama
Molto probabilmente non era affatto, come invece ritenevano i primi biografi, un esploratore. L'identificazione di Nicola con il frate francescano (minore) autore del testo Inventio Fortunata, nel quale sarebbe stato descritto un viaggio verso la Groenlandia e oltre, venne proposta per la prima volta da Richard Hakluyt, storico delle esplorazioni della fine del XVI secolo. Hakluyt sosteneva questo, basandosi su informazioni ricavate dal matematico John Dee che, a sua volta, si era basato su informazioni ottenute dal cartografo olandese Gerardo Mercatore. Nicola, tuttavia, era un carmelitano, non un frate minore, e se Hakluyt e Dee avessero letto l'opera di Bale (piuttosto che basarsi apparentemente sugli elogi di Chaucer per i lavori di Nicola con gli astrolabi) avrebbero scoperto una voce su un frate francescano chiamato Hugh d'Irlanda, che descrisse «un certo viaggio in un volume».